# Carlos Alonso del Real
Carlos Alonso del Real Ramos (Madrid, 2 de mayo de 1914 - 11 de enero de 1993) fue un periodista, ensayista y arqueólogo español. Su obra abarca un gran número de temas desde la prehistoria hasta la historia de las religiones, la América precolombina o África y se interesa también por la reflexión epistemológica, la problemática antropológica y sociológica. 

## Biografía
Licenciado en Filosofía y Letras (Sección Filología Clásica) por la Universidad Central de Madrid (1931-1936). Discípulo de Julio Martínez Santa-Olalla; se doctoró en 1940 en dicha universidad con la tesis «Las ideas de los antiguos sobre la humanidad primitiva». Participó en El crucero universitario por el Mediterráneo de 1933. Su diario de viaje, que resultó ganador del concurso que se convocó entre todos los participantes, se publicó en 1934 junto con los de los estudiantes de filosofía Julián Marías y Manuel Granell, en el libro Juventud en el mundo antiguo; quince años después escribió Revisión de un viaje donde afirmaba: «casi me parece que no tengo nada que ver con él». El 8 de febrero de 1955 obtuvo por oposición la cátedra de «Prehistoria e Historia universal de las Edades Antigua y Media y de Historia general de la Cultura (antigua y media)» de la Facultad de Filosofía y letras de la Universidad de Santiago de Compostela. En 1981 se trasladó a la Universidad Complutense, donde sucedió en la dirección del Departamento de Prehistoria a Martín Almagro Basch.

## Obras
- Juventud en el mundo antiguo. Crucero universitario por el Mediterráneo, Espasa Calpe, Madrid 1934; junto con Julián Marías y Manuel Granell.
- Evocaciones: Barcelona - Sevilla y sus Exposiciones 1929-1930, por un estudiante, Madrid 1930 (Martín Treceño)
- Cuestionarios de etnología (J. Pérez de Barradas), lingüística (Carlos Alonso del Real) y Arqueología (J. Martínez Santaolalla), Edición provisional, Alta Comisaría de España en Marruecos [Investigación Científica de Marruecos, 1], Tetuan 1940.
- Sociología Pre y Protohistórica, Instituto de Estudios Políticos, Madrid 1961.
- Realidad y leyenda de las amazonas, Espasa-Calpe [Colección Austral, 1396], Madrid 1967.
- Superstición y supersticiones, Espasa-Calpe [Colección Austral, 1487], Madrid 1971.
- Esperando a los bárbaros, Espasa-Calpe [Colección Austral, 1512], Madrid 1972.
- Nueva sociología de la prehistoria, Pico Sacro [Biblioteca de bolsillo Pico Sacro, 11], Santiago de Compostela 1977